# Arghun Khan
Arghun Khan (Mongólia, c. 1250 – Arrã, 7 de março de 1291) foi o quarto governante do Ilcanato, reinando entre 1284 e 1291.

## Biografia
Filho de Abaka, tal como o pai Arghun era um devoto budista, e acredita-se que tenha oprimido os muçulmanos de forma forçosa durante seu governo.
Arghun tentou destruir os mamelucos aliando-se aos Cristãos, tendo enviado uma carta e um embaixador ao Papa Honório IV. Tal plano consistiria de uma invasão por ambos os lados da Síria. No entanto tal plano não se concretizando. Durante o seu governo Arghun teve de enfrentar uma nova e inconclusiva guerra contra a Horda de Ouro.
Internamente seu governo também ficou marcado pela reestruturação das finanças de seu reino, graças ao seu ministro das finanças Sa'ded-Daule.
Sua esposa, Bulucã Catum, deu à luz seus dois filhos, Gazã e Öljeitü, os quais ambos lhe sucederam e eventualmente se converteram ao Islã.
Com a sua morte, seu irmão Gaykhatu o sucedeu.